# Pocztówki z Macondo
Pocztówki z Macondo – pierwszy solowy album Grzegorza Bukały, byłego założyciela i jednego z liderów Wałów Jagiellońskich. Nagrań dokonano podczas koncertów, które odbyły się 17 i 18 lutego 2008 w Muzycznym Studiu Trójki im. Agnieszki Osieckiej w Warszawie. Premiera płyty odbyła się 22 września 2008.  

## Lista utworów
1. "Malin czar" (muz. Tadeusz Leśniak)
2. "Na życie porad niepraktycznych kilka" (muz. Grzegorz Bukała)
3. "Klechda o dobrym pociągu" (muz. Grzegorz Bukała, Andrzej Pawlukiewicz)
4. "In sepia cantabile" (muz. Grzegorz Bukała)
5. "Lisie sprawki" (muz. Grzegorz Bukała)
6. "Nie zaskoczy nas nic" (muz. Andrzej Pawlukiewicz)
7. "Mała piosenka o niebie" (muz. Andrzej Pawlukiewicz)
8. "Bilansik dla Madame" (muz. Grzegorz Bukała)
9. "W schedzie po Marquezie" (muz. Piotr Aleksandrowicz)
10. "Bądźmy "(muz. Piotr Aleksandrowicz)
11. "Zapowiedź - the @blues.pl" (Grzegorz Bukała)
12. "the @blues.pl" (muz. Grzegorz Bukała)
13. "Wariacje na temat skrzypka Herzowicza" (muz. Grzegorz Bukała)
14. "Don Kichota monolog z Szefem" (muz. Marcin Partyka)
15. "Nie ma zmiłuj" (muz. Marcin Partyka)
16. "Modlitwa o Arkadię" (muz. Grzegorz Bukała)

słowa: Grzegorz Bukała
Skład zespołu:
- Grzegorz Bukała - śpiew

Nie-za-duża Orkiestra Marcina Partyki:
- Marcin Partyka - fortepian
- Piotr Aleksandrowicz - gitary
- Piotr Domagalski - kontrabas
- Gertruda Szymańska - instrumenty perkusyjne
- Kuba Szydło - perkusja
- Erwin Żebro - trąbka
- Sebastian Feliciak - saksofony
- Rafał Korzeniewski - puzon
- Paweł Zawadzki - klarnet
- Feliks Gmitruk - waltornia

Kwartet smyczkowy "The Strings": Anna Boniecka, Magdalena Smoczyńska, Sylwia Mróz, Dorota Mocarska
Lindsey Davidson - dudy
oraz chórek: Aleksandra Chludek, Katarzyna Dereń